# モノローグ (TRIPLANEの曲)
「モノローグ」は、TRIPLANEの通算6枚目のシングル。2007年11月7日にtearbridge recordsから期間限定生産盤が、2008年3月19日に通常盤が発売。
期間限定生産盤のDISC2には、同曲（「モノローグ」、「Dear friends〜アコースティックver.〜」）とシングル表題曲メドレーを収録している。

## 収録曲
全作詞・作曲：江畑兵衛
編曲：TRIPLANE・笹路正徳（1）/TRIPLANE・横山裕章（2・3）

### DISC1(期間限定生産盤・通常盤)
1. モノローグ（5:06）[1]
フジテレビフラワーネットTVCMイメージソング
九州朝日放送『V3』11月度エンディングテーマ
北海道テレビ『夢チカ18』11月度エンディングテーマ
2. エナジー（4:30）[1]
配信限定シングル
"UNIQLO JEANS MAGAZINE"第一弾ピックアップアーティストソング
3. Dear friends〜アコースティックver.〜（3:59）[1]

### DISC2(期間限定生産盤)
1. モノローグ（5:06）[1]
2. メドレー：スピードスター / あの雲を探して / Reset / Dear friends / いつものように（7:50）[1]
3. Dear friends〜アコースティックver.〜（3:59）[1]